# Vita (Trapani)
Vita is een gemeente in de Italiaanse provincie Trapani (regio Sicilië) en telt 2316 inwoners (31-12-2004). De oppervlakte bedraagt 8,9 km², de bevolkingsdichtheid is 260 inwoners per km².

## Demografie
Vita telt ongeveer 927 huishoudens. Het aantal inwoners daalde in de periode 1991-2001 met 9,8% volgens cijfers uit de tienjaarlijkse volkstellingen van ISTAT.
| Jaar | Inwoneraantal |
| ---- | ------------- |
| 1991 | 2701          |
| 2001 | 2435          |

## Geografie
De gemeente ligt op ongeveer 480 m boven zeeniveau.
Vita grenst aan de volgende gemeenten: Calatafimi-Segesta, Salemi.
Alcamo · Buseto Palizzolo · Calatafimi-Segesta · Campobello di Mazara · Castellammare del Golfo · Castelvetrano · Custonaci · Erice · Favignana · Gibellina · Marsala · Mazara del Vallo · Paceco · Pantelleria · Partanna · Petrosino · Poggioreale · Salaparuta · Salemi · San Vito Lo Capo · Santa Ninfa · Trapani · Valderice · Vita
1. ↑  https://demo.istat.it/?l=it.